# جواو بنتا
جواو بنتا (بالبرتغالية: João Benta‏) (و. 1986  م) هو راكب دراجة هوائية برتغالي، ولد في إسبوسيندي.

## سجل الفوز

### سباقات أو مراحل فاز بها
| التاريخ        | السباق              | المركز                                                                  |
| -------------- | ------------------- | ----------------------------------------------------------------------- |
| 01 مايو 2017   | فولتا أستورياس 2017 | المركز الثالث                                                           |
| 15 أغسطس 2017  | فولتا البرتغال 2017 | السابع في التصنيف العام، الثامن في تصنيف النقاط                         |
| 12 أغسطس 2018  | فولتا البرتغال 2018 | الخامس في تصنيف الجبال، السادس في التصنيف العام، السادس في تصنيف النقاط |
| 11 أغسطس 2019  | فولتا البرتغال 2019 | السادس في التصنيف العام                                                 |
| 05 أكتوبر 2020 | فولتا البرتغال 2020 | العاشر في تصنيف الجبال، الخامس في التصنيف العام                         |

## روابط خارجية
- جواو بنتا على موقع الاتحاد الدولي للدراجات (الإنجليزية)
- جواو بنتا على موقع أرشيف الدراجات (الإنجليزية)
- جواو بنتا على موقع إحصائيات الدراجات الإحترافية (الإنجليزية)
- جواو بنتا على موقع نسبة الدراجات (الإنجليزية)